# コクレーン地区
コクレーン地区（コクレーンちく、英: Cochrane District）は、カナダのオンタリオ州北部に位置する地方行政区である。オンタリオ州北部の他の地区と同様に、行政は直接、州政府及び各市町村によって行われている。1912年にアルゴマ地区、サドバリー地区、ニピシング地区の一部分が分割され設立された。

## 主な都市
- ティミンズ （Timmins）
- コクレーン （Cochrane）
- ムースニー （Moosonee）